# Oak (Alabama)
Oak es una comunidad no incorporada en el condado de Baldwin, Alabama, Estados Unidos.

## Historia
Una oficina de correos operó bajo el nombre de Oak desde 1905 hasta 1923.